# Elena Granovskaïa
Elena Granovskaïa, née le 13 juin 1877 à Tver, dans l'Empire russe, et morte le 15 juin 1968 à Léningrad, en URSS, est une actrice russe.

## Biographie
Elle fit ses débuts au Théâtre Vassilievski en 1898 dans un spectacle intitulé Lune de miel. De 1898 à 1902, elle se produisit au Théâtre Panaïev à Saint-Pétersbourg avant de passer une année au théâtre moscovite Korch.
À partir de 1903, elle se produisit dans plusieurs salles de Simon Sabourov, y compris au Théâtre du Passage. En 1921, année de la Nouvelle politique économique de Lénine, il fut question de nationaliser son théâtre pour en faire une filiale du Théâtre Alexandra. En protestation, la troupe produisit un spectacle remarqué en juin 1921. La nationalisation n'eut finalement pas lieu, et des acteurs du Théâtre Alexandra venaient jouer parfois, comme Vladimir Davydov. À l'occasion d'une mise en scène de La Dame aux camélias, où Vladimir Maximov interprétait Armand Duval, son jeu et le couple d'acteurs qu'ils formaient furent encensés par la critique. Elle fit partie du Théâtre de la Comédie qui fusionna en 1931 avec le Théâtre de la Satire révolutionnaire de David Gutman. Elle y fut aussi une des principales actrices et figura dans des mises en scènes de textes écrit par Vladimir Kirchon ou Valentin Kataïev, croisant des acteurs tels que Léonid Outiossov ou Nikolaï Tcherkassov. À partir du milieu des années 1930, le Théâtre de la Satire révolutionnaire connut une baisse de popularité et était sur le point de fermer et arriva le metteur en scène expérimental Nicolaï Akimov. Elle ne faisait pas partie de ses plans et intégra en 1939 le Grand Théâtre dramatique académique léningradois Gorki, où officiait Boris Babotchkine et où on put la voir dans La Cerisaie ou des textes de Boris Lavrenev, Arthur Miller ou Maxime Gorki.

## Filmographie
- 1935 : Frontière
- 1955 : Hommes en guerre